# Кекуле, Рейнгард
Рейнгард Кекуле (нем. Reinhard Kekulé; 6 марта 1839, Дармштадт—22 марта 1911, Берлин) — немецкий археолог.

## Биография
Родился 6 марта 1839 года в Дармштадте, в семье адвоката Карла Людвига Кекуле (1802–1843). Имел сестру, Корнелию Кору (1835–1897), которая вышла замуж за Карла фон Гофмана.
После изучения классической филологии и археологии в Эрлангене, Гёттингене и Берлине, он получил докторскую степень в 1861 году и в течение двух лет был помощником берлинского археолога Эдуарда Герхарда. С 1863 по 1866 год он работал в Немецком археологическом институте в Риме и в 1868 году получил хабилитацию  в Бонне. После недолгой работы в Музее древностей Нассау в Висбадене он в 1870 году стал профессором классической археологии Боннского университета.
В 1890 году Кекуле перешёл в Берлинский университет, где занимал должность декана в 1897 году и ректора университета в 1901/1902 учебном году. Находясь в Берлине, одновременно заведовал коллекцией древних скульптур и гипсовых слепков Берлинского музея. С 1896 года он также был директором Антиквариума и, таким образом, Берлинской коллекции древностей. В 1898 году он стал действительным членом Прусской академии наук. С 1905 года был председателем Археологического общества Берлина. 
Наиболее известные из его археологических сочинений: «Die Balustrade des Tempels der Athena Nike» (1869), «Die antiken Bildwerke im Theseion» (1869), «Ueber die Entstehung der Götter Ideale der griechischen Kunst» (1877), «Griechische Thonfiguren aus Tanagra» (Штутгарт, 1878), «Ueber eine weibliche Gewandstatue» (1894).
В 1895 году вместе со своим двоюродным братом Фридрихом Августом Кекуле принял старинное чешское дворянство фон Штра́дониц (нем. von Stradonitz).
Умер 22 марта 1911 года в Берлине.

## Семья
От брака с дочерью государственного прокурора Анной Гельментаг имел нескольких детей; их дочь Элеонора (1878–1968), в 1899 году вышла замуж за двоюродного брата, художника Людвига фон Гофмана.